# Paul Jaccard
Pour les articles homonymes, voir Jaccard.
Paul Jaccard, né le 18 novembre 1868 à Sainte-Croix et mort le 9 mai 1944 à Zurich, est un professeur suisse de botanique, spécialiste de physiologie végétale.

## Biographie
Tout d'abord instituteur dans le village de Chexbres en 1887, il suit des études de sciences naturelles dès 1889 à l'université de Lausanne, puis à celle de Zurich où il obtient son doctorat en 1894.
Il est ensuite nommé privat-docent à l'université de Lausanne entre 1894 et 1903 avant de partir pour l'École polytechnique fédérale de Zurich où il enseigne la botanique générale et la physiologie des plantes. Il a brièvement pris part au débat sur l'électroculture.
Pendant sa carrière, il effectue plusieurs voyages d'études en Égypte, en Suède et au Turkestan où il s'intéresse particulièrement à la croissance des arbres.

## Contributions en mathématiques
Paul Jaccard est à l'origine de deux mesures utilisées en statistique, l'indice (ou coefficient) de Jaccard, et la distance de Jaccard.
L'indice décrit le rapport entre la taille de l'intersection des deux ensembles et la taille de l'union de deux ensembles. Plus formellement, en considérant deux ensembles A et B :
{\displaystyle J(A,B)=|A\cap B|/|A\cup B|}
La distance a pour définition : 
{\displaystyle J_{\delta }(A,B)=1-J(A,B)={{|A\cup B|-|A\cap B|} \over |A\cup B|}}.
Dans le cadre de la biologie, l'indice de Jaccard permet d'estimer la diversité des espèces entre deux échantillons. La distance permet quant à elle l'inverse, à savoir de mesurer les défauts de similitude entre les échantillons.